# Toria (géant d'Hazebrouck)

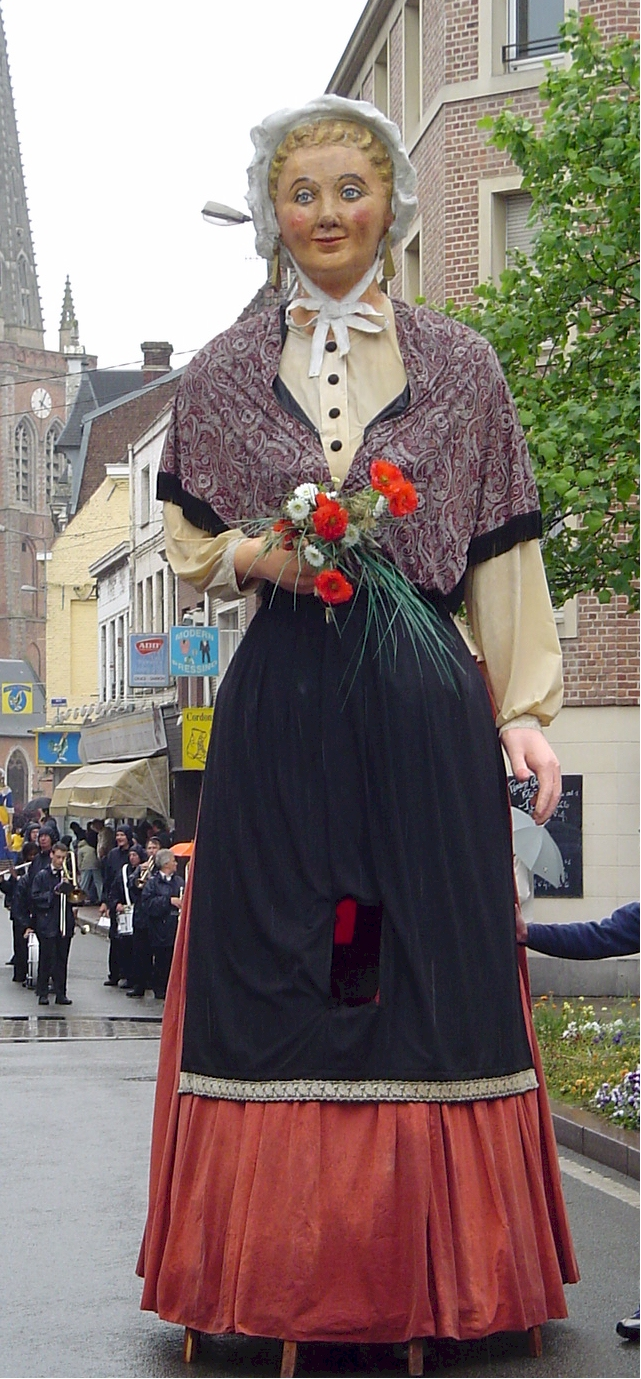
Toria

Toria est un personnage semi-légendaire du folklore de la ville d'Hazebrouck. Elle est la seconde épouse de Tisje Tasje, de son vrai nom Reine Félicitée Schoonaert, il s'agit désormais d'un géant d'Hazebrouck créé en 1960 par Maurice Deschodt et Georgette Pattein. Ce géant d'une hauteur de 4,13 m et d'un poids de 70 kg nécessite deux porteurs.
Toria est aussi un géant de la commune de Brugelette en Belgique

## Pour approfondir